# Plica
Genre
Plica est un genre de sauriens de la famille des Tropiduridae.

## Répartition
Les espèces de ce genre se rencontrent en Amérique du Sud.

## Liste des espèces
Selon The Reptile Database (11 décembre 2013) :
- Plica caribeana Murphy & Jowers, 2013
- Plica kathleenae Murphy & Jowers, 2013
- Plica lumaria Donnelly & Myers, 1991
- Plica medemi Murphy & Jowers, 2013
- Plica pansticta (Myers & Donnelly, 2001)
- Plica plica (Linnaeus, 1758)
- Plica rayi Murphy & Jowers, 2013
- Plica umbra (Linnaeus, 1758)

## Publication originale
- Gray, 1831 "1830" : A synopsis of the species of Class Reptilia. The animal kingdom arranged in conformity with its organisation by the Baron Cuvier with additional descriptions of all the species hither named, and of many before noticed, V Whittaker, Treacher and Co., London, vol. 9, Supplement, p. 1-110 (texte intégral).